# Gerhard Flämig
Paul Gerhard Flämig (* 19. Dezember 1919 in Glauchau, Sachsen; † 18. September 2011 in Böhl-Iggelheim, Rheinland-Pfalz) war ein deutscher Politiker (SPD). Er war von 1957 bis 1964 Bürgermeister der Stadt Großauheim (heute Stadtteil von Hanau), von 1963 bis 1980 Mitglied des Deutschen Bundestages und von 1970 bis 1979 Mitglied des Europäischen Parlaments.
Zudem war er Funktionär des Deutschen Atomforums und der Sozialdemokratischen Europäischen Bewegung. Flämig wurde 1993 wegen des Verdachts der Agententätigkeit für die Hauptverwaltung Aufklärung (HVA) des DDR-Ministeriums für Staatssicherheit angeklagt, das Verfahren wurde aber wegen Verhandlungsunfähigkeit Flämigs ohne Urteil eingestellt.

## Leben
Flämig wuchs im vogtländischen Plauen auf. Am 5. Dezember 1937 beantragte er die Aufnahme in die NSDAP und wurde rückwirkend zum 1. September desselben Jahres aufgenommen (Mitgliedsnummer 5.505.215). Nach dem Abitur nahm Flämig als Soldat der Luftwaffe am Zweiten Weltkrieg teil. Gegen Kriegsende geriet er in amerikanische Gefangenschaft. Nach seiner Entlassung 1946 ließ er sich zunächst im hessischen Seligenstadt nieder. Er absolvierte eine Lehre als Schriftsetzer und war ab 1949 als Redakteur in Offenbach und Hanau tätig.
Flämig trat 1946 der SPD bei. Von 1948 bis 1957 war er Stadtrat von Seligenstadt. Außerdem gehörte er dem Kreistag des Landkreises Offenbach bzw. von 1960 bis 1964 des Landkreises Hanau an. Von 1957 bis 1964 war er hauptamtlicher Bürgermeister von Großauheim.
Flämig war vom 15. Februar 1963, als er für den verstorbenen Jakob Altmaier nachrückte, bis 1980 Bundestagsabgeordneter der SPD für den Wahlkreis Hanau sowie von 1970 bis 1979 vom Deutschen Bundestag entsandter Abgeordneter und Berichterstatter für Energie- und Forschungspolitik des Europäischen Parlaments. Von 1981 bis 1983 war er Consultant der EG-Kommission in Brüssel.
Ab 1968 war Gerhard Flämig Präsidiumsmitglied im Deutschen Atomforum (DAtF), einem Lobbyverband für Kernenergie. Von 1978 bis 1991 leitete Flämig den Arbeitskreis Öffentlichkeitsarbeit und Presse des DAtF.
Von 1972 bis 1987 wirkte er ehrenamtlich als Vizepräsident der Sozialdemokratischen Europäischen Bewegung mit Sitz in Paris.
Außerdem befasste sich Flämig mit Hanauer Ortsgeschichte und veröffentlichte 1983–1991 ein dreibändiges Werk über „Hanau im Dritten Reich“.

### Inoffizieller Mitarbeiter der Stasi
Die Hauptverwaltung Aufklärung (HVA) des Ministeriums für Staatssicherheit der DDR führte Flämig als Inoffiziellen Mitarbeiter und „O-Quelle“, d. h. Quelle im Objekt/Innenquelle, mit den Decknamen „Walter“ und „Julius“. Als seine Führungsoffiziere waren Kurt Gailat und Walter Weichert verzeichnet. Flämig war als Leiter der „Arbeitsgruppe Auswertung“ der Abteilung II (Parteien) der HVA erfasst.
Der IMA-Vorgang zu Flämig wurde im April 1966 angelegt und wuchs bis Ende der achtziger Jahre auf 29 Berichtsbände an. HVA-Leiter Markus Wolf gab in seinen Memoiren an, Flämig persönlich im Sommer 1969 während einer Reise in die Sowjetunion angeworben zu haben, „genau zu dem Zeitpunkt, an dem Willy Brandt Bundeskanzler wurde“.
Der Bundesnachrichtendienst erhielt 1975 Informationen über Flämigs mögliche Tätigkeit für die HVA und informierte darüber das Bundeskanzleramt und das für Spionageabwehr zuständige Bundesamt für Verfassungsschutz (BfV). Dieses verfolgte die Spur aber nicht weiter, was der Geheimdienstforscher Erich Schmidt-Eenboom auf parteipolitische Rücksichtnahme zurückführt.
1993 wurde Flämig wegen Verdachts geheimdienstlicher Agententätigkeit vor dem Oberlandesgericht Frankfurt angeklagt. Alle Zeugen bis auf eine Zeugin, die an den dienstlichen Gesprächen nie teilgenommen hatte, sagten übereinstimmend aus, Flämig sei kein „Inoffizieller Mitarbeiter“, sondern einer der zahlreichen politischen Kontaktpersonen des ZK der SED gewesen. Die Zeugin, eine vorübergehend beurlaubte HO-Verkäuferin, musste ihn im Auftrag der SED auf Spaziergängen begleiten, „um ihn von der Stasi abzuschirmen“. Ihr hatte man weisgemacht, er sei ein in der DDR ausgebildeter und im Westen eingesetzter Agent. Das hat sie geglaubt und vor Gericht ausgesagt. Im Januar 1998 ordnete das Gericht drei Tage Beugehaft gegen Markus Wolf an, um ihn zu einer Aussage zu bewegen. Der Prozess wurde im Juli 1998 wegen Flämigs dauerhafter Verhandlungsunfähigkeit eingestellt.
Der Bundesbeauftragte für die Stasiunterlagen kommt hingegen zur Einschätzung, dass die Fülle, der Inhalt und die Art der von Flämig erhaltenen Informationen dagegen spräche, dass dieser lediglich eine politische Kontaktperson gewesen sei. Angesichts der Dichte der Daten zum Fall Flämig in den Rosenholz-Dateien und der Datenbank SIRA (die zur Zeit des Spionageprozesses gegen Flämig in den 1990er-Jahren noch nicht verfügbar waren) könne „kaum ein Zweifel an seiner bewussten Zusammenarbeit mit dem MfS bestehen“.
Auf Flämig sind 957 Informationseingänge verzeichnet, darunter 482 dokumentarischer Art. Dazu gehören beispielsweise ein Brief von Karl Theodor zu Guttenberg (CSU), Mitglied des Auswärtigen Ausschusses im Bundestag, an den Ausschussvorsitzenden Gerhard Schröder (CDU) aus dem Jahr 1970 über Verhandlungen der Bundesrepublik mit der Sowjetunion sowie mehrere Sitzungsprotokolle des Bundestagsausschusses für Forschung und Technologie aus den Jahren 1976 bis 1979. Als „besonders wertvoll“ schätzte die HVA Materialien des Bundestags-Innenausschusses zu Fragen der Entsorgung von Kernkraftwerken (1977) und Material des Bundesinnenministers über Schutzmaßnahmen im Bereich kerntechnischer Sicherheit und Strahlenschutz gegen Terroranschläge (1978) ein. Darüber hinaus lieferte Flämig Dokumente aus der Atomindustrie und aus dem Europaparlament, berichtete über Sitzungen der SPD-Bundestagsfraktion und SPD-Interna.

## Ehrungen
- Bundesverdienstkreuz 1. Klasse (1973)[1]
- Silberne Ehrenplakette der Stadt Hanau (1979)[1]
- Großes Verdienstkreuz (1981)[1]
- August-Gaul-Plakette der Stadt Hanau (1992)[11]